# Бер-Крік (Техас)
Бер-Крік (англ. Bear Creek) — селище (англ. village) в США, в окрузі Гейс штату Техас. Населення — 397 осіб (2020).

## Географія
Бер-Крік розташований за координатами 30°10′57″ пн. ш. 97°56′24″ зх. д. / 30.18250° пн. ш. 97.94000° зх. д. (30.182557, -97.939981).  За даними Бюро перепису населення США в 2010 році селище мало площу 3,05 км², уся площа — суходіл.

## Демографія
Згідно з переписом 2010 року, у селищі мешкали 382 особи в 139 домогосподарствах у складі 105 родин. Густота населення становила 125 осіб/км².  Було 142 помешкання (47/км²).
Расовий склад населення:
| - 94,0 % — білих - 1,8 % — азіатів - 0,3 % — корінних американців - 1,8 % — осіб інших рас |

До двох чи більше рас належало 2,1 %. Частка іспаномовних становила 4,7 % від усіх жителів.
За віковим діапазоном населення розподілялося таким чином: 26,2 % — особи молодші 18 років, 67,3 % — особи у віці 18—64 років, 6,5 % — особи у віці 65 років та старші. Медіана віку мешканця становила 45,3 року. На 100 осіб жіночої статі у селищі припадало 91,0 чоловіків;  на 100 жінок у віці від 18 років та старших — 93,2 чоловіків також старших 18 років.
Середній дохід на одне домашнє господарство  становив 122 081 долар США (медіана — 101 875), а середній дохід на одну сім'ю — 136 277 доларів (медіана — 114 583). За межею бідності перебувало 2,5 % осіб, у тому числі 0,0 % дітей у віці до 18 років та 0,0 % осіб у віці 65 років та старших.
Цивільне працевлаштоване населення становило 211 осіб. Основні галузі зайнятості: освіта, охорона здоров'я та соціальна допомога — 30,3 %, науковці, спеціалісти, менеджери — 17,5 %, виробництво — 9,5 %, роздрібна торгівля — 9,0 %.